# 陈先岩
陈先岩（1963年—），安徽无为人，汉族，中华人民共和国政治人物、第十一届全国人民代表大会江苏地区代表。
毕业于中央党校函授学院政治专业，是中共党员。担任江苏省扬州市公安局广陵分局副政委。2008年起担任全国人大代表。